# Резолюция 52 на Съвета за сигурност на ООН
Резолюция 52 на Съвета за сигурност на ООН е приета с мнозинство на 22 юни 1948 г. по повод трите доклада на Комисията за атомна енергия към ООН (UNAEC), представени пред Съвета за сигурност. Резолюцията предлага на генералния секретар на ООН да предостави пред Общото събрание на ООН и държавите членки трите доклада на UNAEC и протоколите от дебатите по тях в Съвета за сигурност, тъй като въпросът изисква специално внимание.
Резолюция 52 е приета с мнозинство от 9 гласа, като представителите на СССР и Украинската ССР гласуват „въздържали се“.